# سنگ‌نگاره رامینگان
سنگ نگاره رامینگان مربوط به دوران‌های تاریخی پس از اسلام است و در شهرستان نهبندان، بخش شوسف، روستای رامینگان واقع شده و این اثر در تاریخ ۲ آبان ۱۳۸۲ با شمارهٔ ثبت ۱۰۴۸۲ به‌عنوان یکی از آثار ملی ایران به ثبت رسیده است.